# Wong Tai Sin Temple Service
Wong Tai Sin Temple Service is een taoïstische tempel aan de 6th Avenue numero 586 in Inner Richmond, San Francisco, Amerika. De tempel is gewijd aan de Chinese god Huang Daxian, een legendarische figuur die in de 4e eeuw in Jinhua leefde. De tempel is dagelijks geopend van tien uur 's ochtends tot vijf uur 's middags. De tempel heeft beelden van Huang Daxian, Guanyin en Guan Yu. In de tempel kan men talismannen kopen.